# 소화기 (무기)

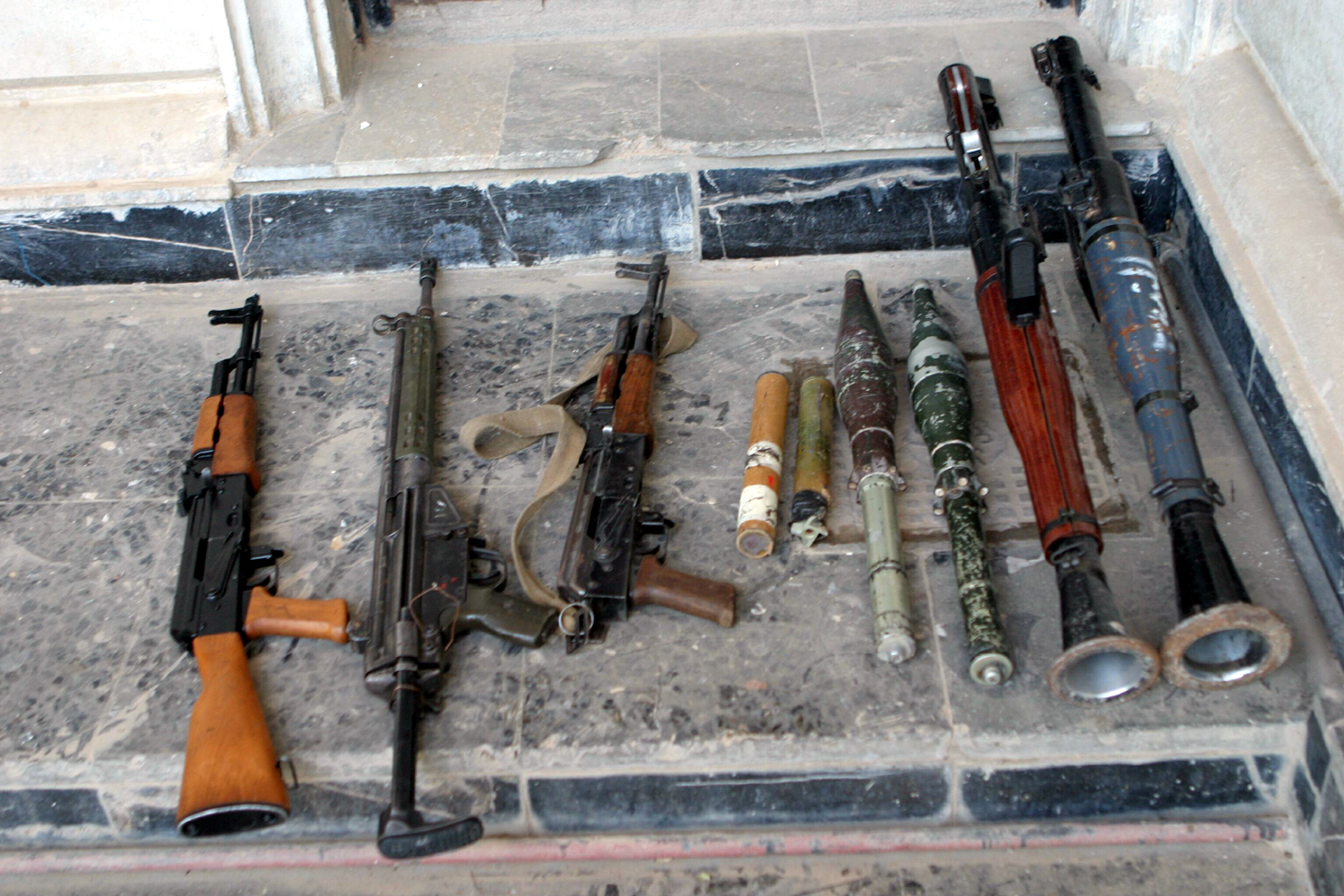
2004년 이라크 팔루자에서 미국 해병이 노획한 무기들. 왼쪽 3정은 소화기로 분류된다.

소화기(小火器, 영어: Small Arms and Light Weapons, SALW)는 개인화기라고도 하며, 주로 총기류를 일컫는 표현이다.

## 종류
- 권총
- 소총
- 기관단총
- 샷건

## 같이 보기
- 개인화기
- 무반동총
- 중화기